# Torre de Calaceite
La Torre de Calaceite es una torre vigía o torre almenara catalogada por el Ministerio de Educación, Cultura y Deporte. Está situada en el municipio de Torrox, (provincia de Málaga, España) y data del siglo XVI.